# بیل‌وزغیان
بیل‌وزغیان (نام علمی: Scaphiophryninae) نام یک زیرخانواده از زیرراسته نوغوکان است.